# 2403-as mellékút (Magyarország)
A 2403-as számú mellékút egy rövid, négy számjegyű mellékút Heves vármegyében.

## Nyomvonala
A 2402-es útból ágazik ki, annak 0+600-as kilométerszelvénye közelében, észak felé, Lőrinci–Selyp területén, a közelben állt egykori selypi cukorgyárra utalva Cukorgyári út néven. Tulajdonképpen a 2401-es út egyenes folytatása észak felé, amely Hatvan óhatvani és nagygombosi részétől illetve Lőrinci belvárosától tart idáig. Nagyjából fél kilométer után átlép Zagyvaszántóra, és amire eléri első kilométerét, a salgótarjáni vasút mellé simul. Körülbelül a másfeledik kilométerénél torkollik bele nyugat felől a 2132-es út, szinte pontosan 7,2 kilométer megtétele után, Nagykökényes és a 21-es út felől. Harmadik kilométere után lép át Apcra, elhalad Apc-Zagyvaszántó vasútállomás mellett, majd a 2404-es útba torkollva ér véget, annak körülbelül a 0+250-es kilométerszelvényénél.
Az országos közutak térképes nyilvántartását szolgáló kira.gov.hu adatbázisa szerint a teljes hossza 3,706 kilométer.